# 川崎製鉄水島サッカー部
川崎製鉄水島サッカー部（かわさきせいてつみずしまサッカーぶ）は、かつて存在した日本のサッカークラブ。川崎製鉄水島製鉄所（現・JFEスチール西日本製鉄所倉敷地区）のサッカー部として1966年に創部し、1988年からチーム名を川崎製鉄サッカー部（かわさきせいてつサッカーぶ）に改めた。通称は川鉄（かわてつ）もしくは水島（みずしま）ないしは双方を合わせた川鉄水島（かわてつみずしま）。日本プロサッカーリーグ（Jリーグ）に加盟するヴィッセル神戸の前身となったクラブであるが 、水島製鉄所のある岡山県で活動していた。
また、OB有志が結成したチームとしてリバー・フリー・キッカーズ（RFK）があり、Jリーグに加盟するファジアーノ岡山FCの母体（源流・発祥）となったクラブ である。

## 概要
川崎製鉄水島製鉄所（現在のJFEスチール西日本製鉄所倉敷地区）のサッカー部として1966年に創部。1978年に中国サッカーリーグへ昇格。1980年に中国リーグで初優勝し、全国地域サッカーリーグ決勝大会に初めて出場したが、グループリーグで敗退した。
1981年は全国社会人サッカー選手権大会に初めて出場して大会初勝利も挙げたが、2回戦で電電関東（現：大宮アルディージャ）に敗れた。同年の地決は三菱化成黒崎（現：ギラヴァンツ北九州）などを破って決勝ラウンドへ進んだが、決勝ラウンドは最下位に終わった。1982年および1983年に岡山県サッカー選手権大会で優勝した。
1985年、中国リーグで5度目の優勝。地決はグループDを2戦2勝の成績で決勝ラウンドに進出。決勝ラウンドは2勝1敗の2位の成績で規定により1986年からの日本サッカーリーグ（JSL）2部への昇格が決まった。
1986年からJSLが廃止される1992年までJSL2部に在籍し、最高順位は1990年-91年シーズンの7位。JSLカップは初出場初勝利（1回戦：TDK（現：ブラウブリッツ秋田））を挙げた1986年と1989年以外はいずれも初戦で敗退した。
1992年以降はジャパンフットボールリーグ（JFL）に参加。1995年1月1日に兵庫県神戸市へ本拠地を移し、親会社となる川崎製鉄からも離れてヴィッセル神戸となり、企業クラブとしての歴史に幕を下ろした。

## 歴史
※傍系クラブの歴史に関しては後節を参照
- 1966年: 川崎製鉄水島サッカー部として創立。
- 1980年: 中国サッカーリーグで初優勝。
- 1986年: 日本サッカーリーグ（JSL）2部へ昇格。
- 1988年: 川崎製鉄サッカー部へ改称。
- 1992年: ジャパンフットボールリーグ（JFL）2部へ参加。
- 1995年: 兵庫県神戸市に本拠地を移転してヴィッセル神戸へ改称。

## 戦績
| 年度     | 所属         | 順位 | 勝点 | 試合 | 勝             | 分 | 敗             | 得点 | 失点 | 差  | JSL杯     | 天皇杯       | 監督                         | 備考           |
| 1966秋季 | 岡山県3部    | 2位  |      |      |                |    |                |      |      |     | -         | -            | 末永直                       |                |
| 1967春季 | 岡山県2部    | 6位  |      |      |                |    |                |      |      |     | -         | -            | 末永直                       |                |
| 1967秋季 | 岡山県2部    | 6位  |      |      |                |    |                |      |      |     | -         | -            | 末永直                       |                |
| 1968     | 岡山県2部    | 11位 |      |      |                |    |                |      |      |     | -         | -            | 末永直                       |                |
| 1969     | 岡山県3部A   | 優勝 |      |      |                |    |                |      |      |     | -         | -            | 末永直                       |                |
| 1970     | 岡山県3部A   | 優勝 |      |      |                |    |                |      |      |     | -         | -            | 末永直                       | 順位決定戦優勝 |
| 1971     | 岡山県2部    | 4位  |      |      |                |    |                |      |      |     | -         | -            | 末永直                       |                |
| 1972     | 岡山県2部    | 8位  |      |      |                |    |                |      |      |     | -         | -            | 末永直                       |                |
| 1973     | 岡山県2部    | 2位  |      |      |                |    |                |      |      |     | -         | -            | 小林守                       |                |
| 1974     | 岡山県1部    | 6位  |      |      |                |    |                |      |      |     | -         | -            | 小林守                       |                |
| 1975     | 岡山県1部    | 4位  |      |      |                |    |                |      |      |     | -         | -            | 小林守                       |                |
| 1976     | 岡山県1部    | 3位  |      |      |                |    |                |      |      |     | -         | -            | 小林守                       |                |
| 1977     | 岡山県1部    | 優勝 |      |      |                |    |                |      |      |     | -         | -            | 宇野昇                       |                |
| 1978     | 中国         | 5位  | 14   | 14   | 5              | 4  | 5              | 25   | 26   | -1  | -         | -            | 宇野昇                       |                |
| 1979     | 中国         | 3位  | 18   | 14   | 8              | 2  | 4              | 30   | 15   | 15  | -         | -            | 宇野昇                       |                |
| 1980     | 中国         | 優勝 | 20   | 14   | 9              | 2  | 3              | 30   | 14   | 16  | -         | -            | 宇野昇                       |                |
| 1981     | 中国         | 優勝 | 22   | 14   | 9              | 4  | 1              | 42   | 17   | 25  | -         | 1回戦敗退    | 宇野昇                       |                |
| 1982     | 中国         | 優勝 | 21   | 14   | 10             | 1  | 3              | 39   | 18   | 21  | -         | -            | 中木秀雄                     |                |
| 1983     | 中国         | 3位  | 18   | 11   | 7              | 4  | 3              | 24   | 15   | 9   | -         | 1回戦敗退    | 中木秀雄                     |                |
| 1984     | 中国         | 優勝 | 24   | 14   | 11             | 2  | 1              | 43   | 9    | 34  | -         | -            | 中木秀雄                     |                |
| 1985     | 中国         | 優勝 | 19   | 14   | 7              | 5  | 2              | 36   | 15   | 21  | -         | -            | 郡晴己                       |                |
| 1986-87  | JSL2部・西   | 12位 | 6    | 14   | 2              | 2  | 10             | 16   | 30   | -14 | 2回戦敗退 | 1回戦敗退    | 郡晴己                       |                |
| 1986-87  | JSL2部・上位 | 12位 | 13   | 6    | 3              | 1  | 2              | 29   | 39   | -10 | 2回戦敗退 | 1回戦敗退    | 郡晴己                       |                |
| 1987-88  | JSL2部・西   | 8位  | 14   | 14   | 6              | 2  | 6              | 21   | 19   | 2   | 1回戦敗退 | 1回戦敗退    | 郡晴己                       |                |
| 1987-88  | JSL2部・上位 | 8位  | 5    | 14   | 1              | 3  | 10             | 8    | 30   | -22 | 1回戦敗退 | 1回戦敗退    | 郡晴己                       |                |
| 1988-89  | JSL2部・西   | 12位 | 8    | 14   | 1              | 6  | 7              | 8    | 15   | -7  | 1回戦敗退 | -            | 郡晴己                       |                |
| 1988-89  | JSL2部・上位 | 12位 | 14   | 20   | 2              | 10 | 8              | 15   | 22   | -7  | 1回戦敗退 | -            | 郡晴己                       |                |
| 1989-90  | JSL2部       | 8位  | 49   | 30   | 14             | 7  | 9              | 47   | 23   | 24  | 2回戦敗退 | -            | 郡晴己                       |                |
| 1990-91  | JSL2部       | 7位  | 49   | 30   | 15             | 4  | 11             | 37   | 41   | -4  | 1回戦敗退 | -            | 郡晴己                       |                |
| 1991-92  | JSL2部       | 8位  | 45   | 30   | 12             | 9  | 9              | 31   | 23   | 8   | -         | 準々決勝敗退 | 郡晴己                       |                |
| 1992     | JFL2部       | 3位  | 35   | 18   | 11             | 2  | 5              | 32   | 17   | 15  | -         | 1回戦敗退    | エルシオ・ミネリ・デ・アビラ |                |
| 1993     | JFL2部       | 5位  |      | 18   | 10 (3延長 0PK) |    | 8 (0延長 1PK)  | 30   | 23   | 7   | -         | 2回戦敗退    | 郡晴己                       |                |
| 1994     | JFL          | 8位  |      | 30   | 13 (2延長 2PK) |    | 17 (1延長 2PK) | 36   | 46   | -10 | -         | 2回戦敗退    | 郡晴己                       |                |

### 天皇杯
- 出場8回（川崎製鉄水島・川崎製鉄で出場した回数）

| 回 | 年月日         | 試合     | 会場 | スコア      | 対戦相手                      | 観客 |
| 61 | 1981年12月19日 | 1回戦    |      | 1-3●        | 松下電器 (奈良県1部)          |      |
| 63 | 1983年12月17日 | 1回戦    |      | 3-1●        | 松下電器 (関西)               |      |
| 66 | 1986年12月20日 | 1回戦    |      | 3-0●        | 日産自動車 (JSL1部)           |      |
| 67 | 1987年12月19日 | 1回戦    |      | 1-5●        | トヨタ自動車 (JSL1部)         |      |
| 71 | 1991年12月14日 | 1回戦    |      | 0-1〇       | 全日空サッカークラブ (JSL1部) |      |
| 71 | 1991年...      | 2回戦    |      | 1(PK4-2)1〇 | マツダ (JSL1部)               |      |
| 71 | 1991年...      | 準々決勝 |      | 1-2●        | 日産自動車 (JSL1部)           |      |
| 72 | 1992年12月5日  | 1回戦    |      | 0-3●        | 清水エスパルス (Jリーグ)      |      |
| 73 | 1993年12月5日  | 1回戦    |      | 2-4〇       | 同志社大学                    |      |
| 73 | 1993年...      | 2回戦    |      | 2-1●        | 横浜マリノス (Jリーグ)        |      |
| 74 | 1994年12月4日  | 1回戦    |      | 2-1〇       | 清水エスパルス (Jリーグ)      |      |
| 74 | 1994年...      | 2回戦    |      | 3-1●        | 京都パープルサンガ (旧JFL)    |      |

## タイトル

### リーグ戦
- 中国サッカーリーグ：5回
  - 1980年、1981年、1982年、1984年、1985年
- 岡山サッカーリーグ（ベストイレブン）

| 年度   | 氏名・ポジション | 氏名・ポジション | 氏名・ポジション | 氏名・ポジション  |
| 年度   | GK               | FB               | HB               | FW                |
| ------ | ---------------- | ---------------- | ---------------- | ----------------- |
| 1973年 | －               | －               | 宇野昇           | －                |
| 1975年 | －               | －               | 三宅正美         | －                |
| 1976年 | －               | －               | 三宅正美         | －                |
| 1977年 | －               | 太田博文         | 三宅正美         | 上田忠篤 隅田義治 |

## 傍系クラブ

### リバー・フリー・キッカーズ

#### 概要(RFK)
故障などにより川崎製鉄水島サッカー部より通知を受けて離脱した後も水島でサッカーを継続していきたい(本クラブである川鉄水島への復帰を含む)と望む人員および、逆に同部への移籍を望みながらも実力等の面からそれが果たせない人員の受け皿として、川崎製鉄水島サッカー部のOB有志によって1975年に結成された。通称は英略称となるRFK。
その後、川崎製鉄水島サッカー部にて引退や故障を理由に戦力外となった選手を受け入れる実質的な下位チームとして機能した(そのため水島2軍とも称された)がチームそのものの設立理由を要因とした目的と方針により、長らく岡山県リーグに留まった。
1995年のヴィッセル成立においては、有志チームである(川鉄本体の経営から外れていた)事を理由に倉敷市水島にとどまる事となる が、その後もヴィッセルよりの退団選手や調整者を受け入れ続けた。また川鉄水島がヴィッセルに改組するために水島に残さざるを得なかった、市民支援や地域に根付いていた年少者の育成システムなどを守るために、RFK側がこれらを受け継いでいる。この歴史の流れから岡山県周辺域においてはヴィッセルと並び、川鉄水島の流れを受け継ぐチームのひとつと見なされている。
2003年に同チームを中核としてファジアーノ岡山FCが発足し、これに伴い川鉄水島から続いたヴィッセルのOBチームおよび調整チームとしての役割を終える。以降の歴史はファジアーノ岡山FCを参照のこと。

#### タイトル(RFK)
- 岡山サッカーリーグ（ベストイレブン）

| 年度   | 氏名・ポジション | 氏名・ポジション           | 氏名・ポジション    | 氏名・ポジション    |
| 年度   | GK               | DF                         | MF                  | FW                  |
| ------ | ---------------- | -------------------------- | ------------------- | ------------------- |
| 1990年 | 大土治彦         | 三宅正美 西上康広          | 坂本克弘            | 三宅幹也            |
| 1991年 | －               | 西上康広                   | 三宅正美            | 三宅幹也            |
| 1992年 | －               | 西上康広                   | －                  | 三宅幹也            |
| 1993年 | －               | 西上康広                   | 花田雄二            | 三宅幹也            |
| 1994年 | －               | 西上康広                   | 花田雄二            | 和田孝典            |
| 1995年 | －               | 片桐力 西上康広            | 花田雄二            | 和田孝典            |
| 1996年 | 永木完           | 高木功                     | 山田知廣            | 和田孝典 丸野勝一郎 |
| 1997年 | －               | 高木功 福原喜和            | 山田知廣            | 丸野勝一郎          |
| 1998年 | －               | 高木功 福原喜和            | 山田知廣            | 丸野勝一郎 藤井英樹 |
| 1999年 | 兼本正光         | 酒井靖雄 福原喜和 岡田勝   | 丸野勝一郎          | 藤井英樹            |
| 2000年 | －               | 酒井靖雄 岡田勝 小林英伸   | 丸野勝一郎          | －                  |
| 2001年 | 兼本正光         | 小林英伸 田玄久幸          | 丸野勝一郎 村井祐規 | －                  |
| 2002年 | 兼本正光         | 酒井靖雄 小林英伸          | 檜垣信義            | －                  |
| 2003年 | －               | 酒井靖雄 小林英伸 青山裕高 | 井上史久 吉谷剛     | 藤井一昌            |

### ピナクル倉敷フットボールクラブ
岡山県倉敷市に在するスポーツ少年団のサッカークラブチーム。元JFE倉敷フットボールクラブ。

#### 概要(ピナクル)
1989年、川崎製鉄水島製鉄所が地元倉敷市水島地区への社会還元(メセナ事業)として、子会社である水島ゼネラルサービス(のちJFE西日本GS)を介して立ち上げた、川鉄サッカースクールを源流とするスポーツ少年団であり、川鉄水島のヴィッセル転換前においてはジュニア・ユースチームとしても機能していたクラブ。もともとが地元である水島地区への社会還元事業としての意味合いが強く、子会社運営であったことなどから、川鉄のヴィッセル転換後も水島に残留 した。
水島残留後も、川崎製鉄水島サッカー部(ヴィッセル神戸)やリバー・フリー・キッカーズ(ファジアーノ岡山)の出身者がコーチとして選手児童らを指導している。積極的にかかわっている指導者としては黒川俊博、高木功など。
2002年、企業主体である川崎製鉄の合併によりJFE倉敷フットボールクラブに名称変更。2013年、運営主体であるJFEホールディングスが本クラブの運営から手を引くことを発表し、本クラブの指導者らが新団体を立ち上げてJFE西日本GSから事業を引き継ぐ形でピナクル倉敷フットボールクラブへと転換する。

### ハジャスフットボールクラブ
岡山県倉敷市に在するスポーツ少年団のサッカークラブチーム。「ハジャス」とは、英語と韓国語の複合語（HAJAXS）で、「さあ行くぞ！」の意味。失敗を恐れず羽ばたいて欲しいとの願いが込められている。

#### 概要(ハジャス)
設立の契機は、川鉄サッカースクール（現・ピナクル倉敷フットボールクラブ）OBから中学進学後、部活動以外でも練習の場を求める声が上がったことにより、川崎製鉄水島サッカー部OBの花田雄二が、1999年4月、当時の2年生以下で正式発足した。
練習場は、JFEスチール広江グラウンドで、コーチ陣には、山下健二・姫野眞吉・兼本正光ら、川崎製鉄水島サッカー部のOBが名を連ねている。
クラブ発足以降、県ユース選手権大会などの大会で優勝を重ね、中国地方でも有数の実力チームに成長。青山敏弘ら多数のJリーガーを輩出している。

#### 出身者(ハジャス)
- 1985年/1986年生
  - 吉村修平
  - 青山敏弘
  - 妹尾隆佑
- 1986年/1987年生
  - 田中秀哉
  - 井上圭佑
  - 金光栄大
- 1987年/1988年生
  - 奈良林寛紀
- 1988年/1989年生
  - 瀬口拓弥
- 1990年/1991年生
  - 加戸由佳
- 1991年/1992年生
  - 渡部亮武
- 1995年/1996年生
  - 森下仁道

### 川鉄鋼板サッカー部

#### 概要(川鉄鋼板)
かつて岡山県倉敷市に在した実業団サッカー部。1972年2月、川鉄鋼板玉島工場（現・JFE鋼板倉敷製造所）が操業開始したのを機に、従業員で結成。1973年、岡山サッカーリーグ3部に加盟し活動した。1976年シーズンをもってリーグを退会している。

#### 戦績(川鉄鋼板)
| 年度 | 所属       | 順位 |
| 1973 | 岡山県3部C | 9位  |
| 1974 | 岡山県3部B | 7位  |
| 1975 | 岡山県3部B | ?位  |
| 1976 | 岡山県3部D | 7位  |

### JFEスチール西日本サッカー部
JFEスチール(川崎製鉄の後身)の会社合併によって誕生した企業クラブ。JFEの企業フットボールクラブとしては川鉄水島の後身と言えるが、元は合併相手であった日本鋼管のクラブであるため、上記の傍系各クラブとは異なり人員や来歴における直接の繋がりは無い。

#### 概要(JFE福山)
NKK福山サッカー部として創設。親会社の日本鋼管（NKK）と川崎製鉄の合併に伴って2003年にJFEスチール西日本サッカー部へ名称変更。なお、詳細は当項目を参照のこと。また、これとは別にNKK本体のサッカー部が神奈川県で活動していた（日本鋼管サッカー部、1993年に廃部）。

## 所属選手

### 背番号変遷
| No.  | 1989       | 1990       | 1991       | 1992       | 1993                 | 1994                 |
| ---- | ---------- | ---------- | ---------- | ---------- | -------------------- | -------------------- |
| 監督 | 郡晴己     | 郡晴己     | 郡晴己     | エルシオ   | 郡晴己               | 郡晴己               |
| 1    | 兼本正光   | 兼本正光   | 兼本正光   | 兼本正光   | 兼本正光             | 兼本正光             |
| 2    | 山下健二   | 山下健二   | 山下健二   | 山下健二   | 山下健二             | -                    |
| 3    | 高木功     | 高木功     | 高木功     | 高木功     | 高木功               | 高木功               |
| 4    | 藤枝洋明   | 藤枝洋明   | 藤枝洋明   | -          | 水田清人             | 水田清人             |
| 5    | エルシオ   | エルシオ   | エデルソン | エデルソン | エデルソン           | エデルソン           |
| 6    | 信川宏     | 信川宏     | 信川宏     | 信川宏     | 若狭祐樹             | 若狭祐樹             |
| 7    | 和田孝典   | 和田孝典   | 和田孝典   | 和田孝典   | 和田孝典             | パウロ               |
| 8    | 橋口保二   | 橋口保二   | -          | 中尾幸太郎 | 中尾幸太郎           | 中尾幸太郎           |
| 9    | 福永淳二   | 福永淳二   | 福永淳二   | 藤井英樹   | 藤井英樹             | 藤井英樹             |
| 10   | 中野昌幸   | -          | 奥井雄二   | 奥井雄二   | 奥井雄二             | 奥井雄二             |
| 11   | 丸野勝一郎 | 丸野勝一郎 | 丸野勝一郎 | 丸野勝一郎 | 丸野勝一郎           | 丸野勝一郎           |
| 12   | 小村正和   | 小村正和   | 小村正和   | 小村正和   | サポーターズナンバー | サポーターズナンバー |
| 13   | 岡崎隆     | 柳常基     | 柳常基     | 柳常基     | 柳常基               | 柳常基               |
| 14   | 森山浩司   | 三宅栄志   | 三宅栄志   | 三宅栄志   | -                    | 竹島大介             |
| 15   | 瀧上知巳   | 瀧上知巳   | 山田知廣   | 山田知廣   | 山田知廣             | 山田知廣             |
| 16   | 福池太     | 福池太     | 福池太     | 福池太     | 福池太               | 福池太               |
| 17   | 坂本克弘   | 花田雄二   | 花田雄二   | 花田雄二   | 松田芳明             | 松田芳明             |
| 18   | 三宅栄志   | -          | 高浜竜二   | 高浜竜二   | 高浜竜二             | 村上親也             |
| 19   | 片桐力     | 片桐力     | 片桐力     | 片桐力     | 片桐力               | 片桐力               |
| 20   | ビニヨン   | ビニヨン   | ビニヨン   | 丸野憲二   | 丸野憲二             | 丸野憲二             |
| 21   | トゥータ   | トゥータ   | -          | アギナルド | アギナルド           | -                    |
| 22   | 黒川俊博   | 黒川俊博   | 黒川俊博   | 黒川俊博   | 黒川俊博             | 黒川俊博             |
| 23   | 花田雄二   | -          | 福原喜和   | 福原喜和   | 福原喜和             | 福原喜和             |
| 24   | -          | 木下桂     | 木下桂     | 木下桂     | 木下桂               | 木下桂               |
| 25   | -          | 梶山洋一   | 梶山洋一   | 梶山洋一   | 梶山洋一             | 梶山洋一             |
| 26   | -          | 田村裕二   | 田村裕二   | 田村裕二   | 田村裕二             | 田村裕二             |
| 27   | 竹内隆     | -          | 中島和彦   | カシオ     | アダウベルト         | アダウベルト         |
| 28   | -          | -          | -          | 後藤福一   | 後藤福一             | 後藤福一             |
| 29   | -          | -          | -          | 北堀尚幸   | 北堀尚幸             | 北堀尚幸             |
| 30   | -          | -          | -          | 酒井靖雄   | 酒井靖雄             | 酒井靖雄             |
| 31   | -          | 永木完     | 永木完     | 永木完     | 永木完               | 永木完               |
| 32   | -          | -          | -          | -          | 池田貴弘             | 池田貴弘             |
| 33   | -          | -          | -          | -          | -                    | -                    |
| 34   | -          | -          | -          | -          | -                    | -                    |
| 35   | -          | -          | -          | 福永淳二   | -                    | -                    |

### ヴィッセル神戸移行後も神戸でプレーを続けた選手
※太字はJリーグ参入後（1997年）以降もプレーを続けた選手。(岡山、年)は神戸脱退後、RFK(ファジアーノ岡山)に移行した選手。
| - 奥井雄二 - 1995年まで - 梶山洋一 - 1997年まで - 兼本正光 - 1998年まで (岡山、2004年まで) - 北堀尚幸 - 1996年8月まで - 木下桂 - 1996年まで - 黒川俊博 - 1995年まで、のちピナクル倉敷・代表 - 後藤福一 - 1995年まで - 酒井靖雄 - 1996年まで（岡山、2004年まで） - 高木功 - 1995年まで（岡山、2004年まで） - 竹島大介 - 1995年まで | - 田村裕二 - 1995年まで - 中尾幸太郎 - 1997年まで - 永木完 - 1995年まで - 福池太 - 1995年まで - 福原喜和 - 1995年まで - 藤井英樹 - 1995年まで - 松田芳明 - 1996年まで - 丸野勝一郎 - 1995年まで（岡山、2005年まで） - 丸野憲二 - 1995年まで - 水田清人 - 1995年まで | - 柳常基 - 1995年まで - 山田知廣 - 1995年まで - 若狭祐樹 - 1995年まで |

## 系譜
| 川崎製鉄水島サッカー部 |  |                                                    |  |  |  |  |  |  |  |
|                        |  |                                                    |  |  |  |  |  |  |  |
|                        |  | リバー・フリー・キッカーズ (実質下位軍 / OBチーム) |  |  |  |  |  |  |  |
|                        |  |                                                    |  |  |  |  |  |  |  |
| ヴィッセル神戸         |  |                                                    |  |  |  |  |  |  |  |
|                        |  |                                                    |  |  |  |  |  |  |  |
|                        |  | ファジアーノ岡山                                   |  |  |  |  |  |  |  |

## 各チームが継承したもの

### 共通
赤系列のチーム・ユニフォームカラー
ユニフォームカラーは川崎製鉄が赤、ヴィッセルはJリーグ参入時は黒・白の縦縞だったが後にクリムゾンレッド、ファジアーノはワインレッド。神戸の場合は現在のメインスポンサーである楽天の影響もあるものの、3チームともに色調にほとんど差がない。

### ヴィッセル神戸
人員と運営
発足当時に水島サッカー部にいた選手・運営人員は、ほぼヴィッセルに移管された。ただしRFKに移行した人員は除く。またヴィッセルへの移管後もRFKとのOBチームとしての人員交流はしばらく続き、ヴィッセル移管後にヴィッセルOBとしてRFKに転属し、そのままRFKの改組およびJリーグ昇格によってファジアーノに所属した選手・運営者も存在する。
神戸側の練習場および試合場
ヴィッセルとなる前の1994年に、神戸市中央球技場と神戸総合運動公園ユニバー記念競技場で各1試合の主管試合を行った。

### ファジアーノ岡山FC
本拠地
川崎製鉄サッカー部は岡山県倉敷市を本拠地としていたが、JFL時代はキャパシティーの関係で岡山県岡山市の岡山県総合グラウンド陸上競技場（現在のJFE晴れの国スタジアム ）を主本拠としていた。ファジアーノは、この流れを受け継ぎ岡山県全域をホームタウン（本拠地）と定め、岡山県倉敷市を発祥上の本拠地、岡山市のJFE晴れの国スタジアムを活動上の本拠地としている。また津山市や新見市、美作市などの県北主要グランドも拠点と定めている。
本拠地市民による支援母体
水島サッカー部の本拠の位置により倉敷市地元住民による支援が存在した。ファジアーノとなった後も「市民と一緒に作っていくチーム」として同様の支援を県域住民より貰っており、岡山県内の一部自動販売機などでは売上の何割かがファジアーノの運営費に充てられるシステムが存在している。

## 川鉄ダービー
川鉄ダービーは日本のサッカークラブであるヴィッセル神戸とファジアーノ岡山FCの対戦に対して使われる呼称。

### 概説（川鉄ダービー）
1995年にヴィッセル神戸が発足してから18年、2003年にファジアーノ岡山が発足してから10年が経過した2013年に、上記の通り川崎製鉄水島サッカー部の流れを汲むとされているヴィッセル神戸とファジアーノ岡山が同じJ2リーグとなり、両チームの対戦が実現した。
その後ヴィッセル神戸がJ1リーグに復帰した一方で、ファジアーノ岡山はJ2に留まっていたため、川鉄ダービーは長い間行われなかった。しかし12年後の2025年、岡山の昇格により初めてJ1の舞台で川鉄ダービーが実施された。
特に岡山側ホームゲームにおいては、かつて川崎製鉄水島サッカー部がホームとしていた岡山県総合グラウンド陸上競技場（ファジアーノ岡山のホームスタジアム）で行われている。そのため同地でのゲームはヴィッセル神戸およびファジアーノ岡山の両チームともに、そのルーツとなる地で行われる新旧ホームクラブ対決という意味合いをも持つ。その中でも2025年7月20日に行われた岡山側ホームの試合では、命名権により川崎製鉄の後身であるJFEの名を冠する「JFE晴れの国スタジアム」での対戦となった。
この「川鉄ダービー」という名称は、スカパー！ハイライトなどのメディアでも使用される事がある。
2013年の神戸ホームの試合では「ようこそ。川鉄に縁を持つ友よ！ 万感の思い胸に今日を戦おう！」と書かれた横断幕が張られ、岡山ホームとなった次の試合では「おかえり神戸!! 街は違えど我らは兄弟 歴史を共に刻み行こう」というお返しのメッセージの横断幕が張られた。

### ホームスタジアム
| チーム名           | スタジアム名 （命名権名称）                              | 収容人員 | 画像                   | 備考 |
| ------------------ | -------------------------------------------------------- | -------- | ---------------------- | ---- |
| ヴィッセル神戸     | 御崎公園球技場 （ノエビアスタジアム神戸）                | 29,913人 | ノエビアスタジアム神戸 |      |
| ファジアーノ岡山FC | 岡山県総合グラウンド陸上競技場 （JFE晴れの国スタジアム） | 15,479人 | JFE晴れの国スタジアム  |      |

### 対戦成績・日程
ヴィッセル神戸：2勝（1分）   ファジアーノ岡山：1勝
| 年     | 開催日  | 試合概要 | 試合概要 | 会場     | ホーム | 得点  | アウェー | 観客数 | 出典 |
| ------ | ------- | -------- | -------- | -------- | ------ | ----- | -------- | ------ | ---- |
| 2013年 | 4月28日 | J2       | 第11節   | ノエスタ | 神戸   | 3 - 3 | 岡山     | 14,249 |      |
| 2013年 | 7月3日  | J2       | 第22節   | カンスタ | 岡山   | 1 - 0 | 神戸     | 7,652  |      |
| 2025年 | 5月3日  | J1       | 第14節   | ノエスタ | 神戸   | 2 - 0 | 岡山     | 25,596 |      |
| 2025年 | 7月20日 | J1       | 第24節   | JFEス    | 岡山   | 1 - 2 | 神戸     | 15,153 |      |